# Elden Ring
Elden Ring – fabularna gra akcji wyprodukowana przez FromSoftware i wydana przez Namco Bandai Games. Za reżyserię gry odpowiedzialny był Hidetaka Miyazaki. Gra została wydana na PlayStation 4, PlayStation 5, Windows, Xbox One i Xbox Series 25 lutego 2022 roku.
W Elden Ring gracz kontroluje postać, która wyrusza w podróż, aby naprawić Eldeński Krąg i zostać nowym Eldeńskim Władcą. Gra prezentowana jest z perspektywy trzeciej osoby, a gracz swobodnie przemierza fikcyjną krainę Ziemie Pomiędzy.
Produkcja zyskała uznanie krytyków; chwalono ją za mechanikę otwartego świata przy zachowaniu stylu rozgrywki znanego z serii Dark Souls, przy czym krytyka dotyczyła głównie problemów z wydajnością.
W 2024 wydano rozszerzenie o podtytule Shadow of the Erdtree, a 30 maja 2025 pojawił się spin-off wieloosobowy – Elden Ring Nightreign.

## Fabuła

### Świat
Akcja Elden Ring toczy się na Ziemiach Pomiędzy, fikcyjnej krainie rządzonej przez kilku półbogów. W przeszłości rządziła nią królowa Marika Wieczna, która pełniła funkcję strażnika Eldeńskiego Kręgu, potężnej siły, która manifestowała się jako fizyczna koncepcja porządku. Kiedy Marika rozbiła Eldeński Krąg i zniknęła, jej dzieci zaczęły walczyć o kawałki Kręgu w wydarzeniu zwanym Roztrzaskaniem. Każdy półbóg posiadł odłamek Kręgu zwany Wielką Runą, który z czasem zaczął niszczyć ich swoją mocą. W grze postać gracza to zmatowieniec, jeden z grupy wygnańców z Krain Pomiędzy, którzy zostali przywołani ponownie po Roztrzaskaniu. Jako jeden ze zmatowieńców, gracz musi przemierzyć krainę, aby naprawić Eldeński Krąg i zostać władcą krainy.

### Streszczenie
Na początku swojej podróży mającej na celu naprawę Eldeńskiego Kręgu, zmatowieniec spotyka kobietę o imieniu Melina. Oferuje ona pomoc, dając możliwość zamieniania run w siłę, a także dając zmatowieńcowi wierzchowca Strugę. Robi to pod warunkiem, że gracz przyprowadzi ją do Złotego Drzewa, domu Eldeńskiego Kręgu. Melina później zabiera gracza do Twierdzy Okrągłego Stołu, miejsca spotkań innych zmatowienieńców, którzy chcą naprawić Krąg. Zarządca Twierdzy, Dwa Palce, każe postaci zebrać Wielkie Runy i przynieść je do Złotego Drzewa, gdzie mogą zostać użyte do naprawy Kręgu.
Bohater wyrusza w podróż do Krain Pomiędzy, badając różne lokalizacje i pokonując półbogów. Wkrótce odzyskuje wystarczającą liczbę Wielkich Run, aby Dwa Palce pozwolił mu walczyć z Morgottem, Królem Omenów, półbogiem strzegącym Złotego Drzewa. Umierając, Morgott twierdzi, że Drzewo nie pozwoli nikomu do niego wejść, czyniąc zniszczenie Eldeńskiego Krągu nieodwracalnym. Zmatowieniec znajduje potwierdzenie jego słów, gdy zbliżając się do Złotego Drzewa, znajduje wnętrze zablokowane przez ścianę cierni. Melina radzi, aby wyruszyli ponownie w podróż, w celu znalezienia Płomienia Ruiny, którego mogą użyć do podpalenia Drzewa i spalenia cierni. Zmatowieniec może wtedy swobodnie podróżować w kierunku Płomienia Zniszczenia lub szukać innego sposobu na okiełznanie równie potężnego Oszalałego Płomienia.
Po zdobyciu Płomienia Zniszczenia, jeśli postać nie zdobyła mocy Oszalałego Płomienia, Melina weźmie Płomień Zniszczenia i poświęci się, aby podpalić Złote Drzewo. Jeśli postać uzyskała wcześniej moc Szałowego Płomienia, Melina porzuci ich, zmuszając ich do użycia go do podpalenia Drzewa. Niezależnie od tego, zmatowieniec zostaje przetransportowany do zrujnowanego miasta Farum Azula, podczas gdy Drzewo płonie. Po pokonaniu Maliketha, Czarnej Klingi i użyciu jego Runy Śmierci do podsycenia ognia, zmatowieniec powraca do spalonego Drzewa. Wewnątrz walczy z ożywionymi szczątkami małżonka królowej Mariki, Radagona ze Złotego Porządku, a także strażnikiem Drzewa, Eldeńską Bestią. Po pokonaniu obu, postać uzyskuje dostęp do rozbitego ciała Mariki, które zawiera pozostałości Eldeńskiego Kręgu. W zależności od działań w trakcie gry, można osiągnąć sześć różnych zakończeń, począwszy od tego w którym zmatowieniec staje się władcą krainy, przez pozwolenie na zniszczenie Kręgu przez wiedźmę Ranni lub użycie Oszalałego Płomienia do zniszczenia Ziemi Pomiędzy.

## Rozgrywka
Elden Ring to fabularna gra akcji rozgrywana z perspektywy trzeciej osoby, skupiające się na walce i eksploracji. Zawiera elementy podobne do tych, które można znaleźć w innych grach opracowanych przez FromSoftware, takich jak seria Dark Souls, Bloodborne i Sekiro: Shadows Die Twice. W otwartym świecie gracze mogą swobodnie eksplorować Ziemie Pomiędzy. Świat gry można eksplorować za pomocą wierzchowca Strugi, a także korzystać z możliwości szybkiej podróży poza walką. W trakcie gry gracze napotykają postacie niezależne i wrogów, w tym półbogów, którzy rządzą każdym dużym obszarem i stanowią głównych bossów.
Na początku gry gracz wybiera klasę postaci, która określa jej początkowe statystyki i wyposażenie. Zaklęcia w Elden Ring pozwalają graczowi ulepszać własną broń, walczyć z wrogami z daleka i przywracać utracone punkty wytrzymałości. Gracz może zapamiętać ograniczoną liczbę zaklęć, które można rzucić za pomocą laski lub przedmiotu Świętej Pieczęci. Oprócz bezpośredniej walki, mechanika skradania się może być wykorzystana do całkowitego unikania wrogów lub pozwalania na atakowanie przeciwników z ukrycia.
Punkty kontrolne zwane Miejscami Łask znajdują się na całym obszarze gry; są to miejsca, w których postać może zwiększyć moc swoich atrybutów, zmienić zapamiętane zaklęcia lub podróżować za pomocą mechaniki szybkiej podróży. Po śmierci gracze odradzają się w ostatnim Miejscu Łaski, w którym odpoczywali; alternatywnie mogą zdecydować się na odrodzenie przy pomniku Mariki, pod warunkiem, że zginą w okolicy. Aby zwiększyć swoje atrybuty w Miejscu Łask, gracz musi wydawać runy, walutę w grze zdobywaną przez pokonywanie wrogów. Runy można również wykorzystać do kupowania przedmiotów oraz ulepszania broni i zbroi. Śmierć w Elden Ring spowoduje, że gracz straci wszystkie zebrane runy w miejscu śmierci, a jeśli gracz umrze ponownie przed odzyskaniem run, zostaną one utracone na zawsze.
Gra zawiera mechanikę rzemiosła, która wymaga materiałów do tworzenia przedmiotów. Aby wytworzyć określony przedmiot, gracz musi znaleźć odpowiedni przepis. Przedmioty rzemieślnicze obejmują np. zatrute strzałki, wybuchające garnki czy materiały eksploatacyjne, które tymczasowo zwiększają siłę gracza w walce. Podobnie jak w grach Dark Souls, gracz może przyzywać przyjazne postacie (duchy) do walki z wrogami. Każda z nich, wymaga jednak odnalezienia odpowiedniego przedmiotu. Duchy można przyzywać tylko w wybranych miejscach.
Elden Ring ma system gry wieloosobowej, który umożliwia przywoływanie graczy zarówno do gry w trybie kooperacji, jak i gry PvP przez Internet. Gra kooperacyjna polega na umieszczeniu na ziemi znaku przywołania, który powoduje, że znak pojawia się w świecie graczy online, którzy użyli przedmiotu Remedium wezwania zgiętego palca. Jeśli inny gracz wejdzie w interakcję ze znakiem, osoba, która go odłożyła, zostanie wezwana do swojego świata. Gracze współpracujący pozostają w tym samym świecie, dopóki boss danego obszaru nie zostanie pokonany lub dopóki przyzwany gracz nie umrze i nie zostanie odesłany do swojego świata ojczystego. Walka PvP polega na użyciu Znaku Przywołania, aby bezpośrednio wyzwać innego gracza na pojedynek, lub użyciu przedmiotów zwanych krwawym palcem lub odwróconym palcem do inwazji na światy innych.

## Produkcja
Firma FromSoftware stworzyła trylogię gier Dark Souls, znaną z wysokiego poziomu trudności. Grę wyreżyserowali Hidetaka Miyazaki i Yui Tanimura. Miyazaki chciał stworzyć grę z otwartym światem z zamiarem działania jako mechaniczna ewolucja Dark Souls. Gra została zaprojektowana tak, aby jej świat był większy i bardziej otwarty w porównaniu do wąskich lochów poprzednich tytułów FromSoftware, a Miyazaki miał nadzieję, że większa skala doda wolności i głębi eksploracji. Studio FromSoftware zwróciło się do amerykańskiego autora George'a R.R. Martina, znanego z serii powieści fantasy Pieśń lodu i ognia, o stworzenie świata dla Elden Ring. Miyazaki będący miłośnikiem twórczości Martina, miał nadzieję, że jego wkład stworzy bardziej przystępną narrację niż w poprzednich grach studia. Miyazaki pozostał głównym scenarzystą fabuły, ale dał Martinowi swobodę w pisaniu o wydarzeniach, które miały miejsce przed główną historią. Proces ten został opisany przez Miyazakiego jako użycie „podręcznika mistrza lochów w grze fabularnej”.
Niektórzy pracownicy z zajmujący się wcześniej serialem Gra o tron, będącym telewizyjną adaptacją Pieśni lodu i ognia, również pomagali w tworzeniu gry. Podobnie jak w przypadku wielu poprzednich gier FromSoftware, historia została zaprojektowana tak, aby nie była w pełni wyjaśniona. Twórcy chcieli, aby gracze sami zinterpretowali historię za pomocą tekstu opisowego i opcjonalnych dyskusji z postaciami niezależnymi. Miyazaki wyznał, że lubi pisać bardziej szczegółowe postacie niezależne, wierząc, że są one bardziej przekonujące niż w jego wcześniejszych pracach.
Produkcja gry rozpoczęła się na początku 2017 roku, po wydaniu The Ringed City, zawartości do pobrania do Dark Souls III. Prace nad grą trwały w tym samym czasie co nad Sekiro: Shadows Die Twice, której reżyserem był również Miyazaki. Wyjaśnił on, że chociaż walka w Elden Ring ma podobieństwa do Sekiro, żadna z gier nie inspirowała bezpośrednio mechaniki drugiej. FromSoftware było w stanie opracować obie gry jednocześnie przy użyciu struktury „współreżysera”, w której obie gry miały członka personelu pełniącego funkcję reżysera podczas pierwszej fazy produkcji. Miyazaki później udzielał wskazówek dotyczących mechaniki, oprawy graficznej i dźwiękowej.
Zespół projektantów Elden Ring skupił się na budowie świata, elementach RPG i historii jako filarach budujących grę. Deweloperzy przypisali rozmiar świata jako odpowiedzialny za tworzenie poczucia różnorodności w grze i zaplanowali elementy RPG, aby umożliwić różnorodne interakcje gracza z otoczeniem. Systemy ukrywania się i przywoływania zostały zaimplementowane w celu dodania alternatyw dla bezpośredniego zaangażowania w walkę. Miyazaki wspomniał o takich grach jak Shadow of the Colossus, The Elder Scrolls, Wiedźmin 3: Dziki Gon i The Legend of Zelda: Breath of the Wild jako inspiracjach projektowych dla Elden Ring. Uznał także RuneQuest, Władcę Pierścieni i powieść Michaela Moorcocka Wieczny wojownik jako inspiracje dla fabuły gry.
Prace nad Elden Ring zostały ujawnione podczas konferencji gier na konsole Xbox na E3 2019. Niektóre informacje o grze wyciekły wcześniej ze względu na lukę w zabezpieczeniach serwerów wydawcy Bandai Namco Entertainment. Pierwszy zwiastun wydano w czerwcu 2021 roku podczas festiwalu Summer Game Fest. Poza zwiastunem ogłoszono datę premiery. Firma Bandai Namco Entertainment, udostępniła zamkniętą wersję beta w listopadzie 2021 roku, w której udział brać mogły osoby, które wcześniej zapisały się i miały konsolę do gier. Premiera gry początkowo ustalona na 21 stycznia 2022 roku, została opóźniona do 25 lutego. Poza wersją standardową wydano także edycję kolekcjonerską, w której skład wchodzi m.in. artbook, ścieżka dźwiękowa i figurka Malenii, jednego z bossów w grze. Kadokawa Corporation, spółka matka FromSoftware, w 2022 roku wydała mangę-komedię, która parodiuje Elden Ring.

## Odbiór
Elden Ring spotkał się z dobrą reakcją krytyków, uzyskując według agregatora recenzji Metacritic średnią z 60 ocen wynoszącą 94/100.
Mechanika otwartego świata gry spotkała się z uznaniem, a recenzenci chwalili sposób eksploracji. Tamoor Hussain z portalu GameSpot pochwalił Ziemie Pomiędzy jako największy świat w historii FromSoftware, nazywając eksplorację i odkrywanie lokacji głównymi atrakcjami gry. Mitchell Saltzman z IGN pochwalił grę za satysfakcjonującą eksplorację w każdej części mapy. Simon Parkin z brytyjskiej gazety „The Guardian” nazwał świat gry intrygującym i pomysłowym. Niektórym recenzentom podobało się, że otwarty krajobraz daje możliwość odkrywania i próbowania wielu wyzwań. Eksploracja była często porównywana do The Legend of Zelda: Breath of the Wild. Poszczególne lokacje również były chwalone za projekt artystyczny, a recenzenci pozytywnie oceniali ich wykonanie, doceniając jednocześnie projekty liniowych lochów.
Podobnie jak w przypadku wcześniejszych gier Souls FromSoftware trudność Elden Ring wywołała wiele komentarzy, a recenzenci zarówno chwalili, jak i krytykowali brak prostszych trybów dla nowych graczy. Inni recenzenci uznali Elden Ring za najbardziej dostępną grę Souls, mówiąc, że gracz może wybrać unikanie trudnych zagrożeń i powrót z większym doświadczeniem. Walka w Elden Ring była chwalona za oferowanie różnych opcji walki z wrogami, przy jednoczesnym utrzymaniu gry wymagającej. Wierzchowiec i szybka podróż były dobrze przyjętymi funkcjami, a recenzenci wymieniali je jako duże ulepszenia ułatwiające eksplorację gry.
Historia opowiedziana w Elden Ring została zauważona przez recenzentów z powodu reklamowania jej przez amerykańskiego pisarza George'a Martina. Kyle Orland z Ars Technica zauważył, że dialogi w grze są „charakterystycznie rzadkie i niejasne” i przeciwne do tego, czego oczekiwaliby fani Martina. Chris Carter z Destructoid nazwał narrację słabym punktem gry, ale przyznał, że i tak jest lepiej opowiedziana niż w poprzednich grach FromSoftware. Aoife Wilson z Eurogamera powiedział, że duże zaangażowanie George'a Martina w marketing było zdumiewające, natomiast jego wkład w narrację był niejasny. Saltzman nie miał nic przeciwko brakowi stylu Martina, mówiąc, że bardziej zafascynowały go zadania poboczne, niż wątek główny.
Niektórzy recenzenci skrytykowali szereg systemów menu i ułatwień dostępu. Recenzenci narzekali również na słabą wydajność gry na PC, przy czym często wspominano o problemach z liczbą klatek na sekundę. Orland negatywnie ocenił mapę świata, określając ją jako skomplikowaną i mało przydatną. Gabriel Zamora z „PC Magazine” narzekał na często pojawiające się informacje, opisujące rozgrywkę na początku gry, które w jego opinii zaburzały tempo gry.
Sprzedano 13,4 miliona egzemplarzy Elden Ring na całym świecie do końca marca 2022 i 16,6 miliona do końca czerwca 2022. Jest najszybciej sprzedającą się grą Bandai Namco wszech czasów na rok 2022. W samej Japonii do marca 2022 roku sprzedano milion kopii.

### Nagrody i nominacje
| Rok  | Nagroda                | Kategoria                       | Wynik     | Źródło |
| ---- | ---------------------- | ------------------------------- | --------- | ------ |
| 2020 | Golden Joystick Awards | najbardziej pożądana gra roku   | nominacja | [ 58 ] |
| 2020 | The Game Awards        | najbardziej oczekiwana gra roku | wygrana   | [ 59 ] |
| 2021 | Golden Joystick Awards | najbardziej pożądana gra roku   | wygrana   | [ 60 ] |
| 2021 | The Game Awards        | najbardziej oczekiwana gra roku | wygrana   | [ 59 ] |
| 2022 | Japan Game Awards      | The Grand Award                 | wygrana   | [ 61 ] |
| 2022 | Japan Game Awards      | nagroda za doskonałość          | wygrana   | [ 61 ] |